# Александър Йорданов
Александър Йорданов Александров е български политик, дипломат, литературен историк и критик, заемал поста на народен представител, председател на Народното събрание, евродепутат и член на Комисията по досиетата.

## Биография
Роден е на 13 февруари 1952 г. във Варна. Завършва Българска филология във Висшия педагогически институт в Шумен (1976). Работи като журналист и литературен критик на свободна практика (1976 – 1979).

### Научна кариера
Аспирант /днес – докторант/ (1979 – 1982), литературен сътрудник (1982), научен сътрудник I степен (1986), доцент (2010) в Института за литература при БАН.
Доктор с дисертация на тема „Литературната критика на българския модернизъм /Димо Кьорчев, Иван Радославов, Гео Милев/“ (1985).
Ръководител на Департамент „Обществени и хуманитарни науки“ в Европейския политехнически университет в Перник (2010 – 2011).

### Политическа кариера
Народен представител в VII велико народно събрание (1990 – 1991).
Народен представител в XXXVI народно събрание (1991 - 1994). Председател на парламентарната група на Съюза на демократичните сили (СДС) и на Комисията по външна политика в XXXVI НС. От 1992 г. до края на мандата на легислатурата е председател на Парламента.
Народен представител в XXXVII народно събрание (1995 - 1997). 
Народен представител в XXXVIII народно събрание (1997 - 1998).
Заместник-председател на СДС от 1991 до 1993 г. и председател на Радикалдемократическата партия в периода 1993 - 2000 година. Член на Националния изпълнителен съвет на СДС през 2007 година.
Евродепутат в Европейския парламент от квотата на СДС в общата им листа с ГЕРБ, избран на изборите през 2019 г., за мандат 2019 - 2024 година. Член на Комисията по външни работи и Делегацията в Съвместния парламентарен комитет ЕС – Северна Македония. 
Избран от LI народно събрание за член на Комисията за разкриване на документите и за обявяване на принадлежност на български граждани към Държавна сигурност и разузнавателните служби на Българската народна армия, накратко наричана Комисия по досиетата, с мандат 2025 - 2030 година.

### Дипломатическа кариера
Извънреден и пълномощен посланик на Република България:
- в Полша със седалище във Варшава (1998 – 2001) – и едновременно в Литва, Латвия и Естония (1999 – 2001);
- в Република Македония (2001 – 2005).

### Други
Главен редактор на седмичника за политика и култура „Век 21“ (1990 – 1998).
Почетен председател на Национално движение „България си ти!“.
Главен редактор на седмичника за политика, общество и култура „Демокрация“ (2013).
Главен редактор на „Век 21 прес“, електронно издание за общество, политика и култура (2015).

### Монографии и сборници със статии
- Личности и идеи. София: „Народна младеж“, 1986, 164 с.
- В сянката на думите: Статии и етюди. София: „Български писател“, 1989, 319 с.
- Своечуждият модернизъм: Лит.-крит. изразяване на Димо Кьорчев, Иван Радославов и Гео Милев. София: УИ „Св. Климент Охридски“ и Военноизд. комплекс „Св. Георги Победоносец“, 1993, 295 с.
- Надеждата срещу безвремието (1993)
- Да нарушим Сценария!. София: „Век 21 – прес“, 2005, 470 с. (ISBN 954-90282-2-4)
- Завръщане (Конфликти. В кръга на модерното. В лабиринта на лявото. Полемики). София: УИ „Св. Климент Охридски“, 2006, 452 с. (ISBN 954-07-2312-4)
- Време за опозиция. София: „Век 21 – прес“, 2008, 288 с. (ISBN 978-954-90282-5-6)
- Днес е хубав ден!. София: „Век 21 – прес“, 2008, 91 с. (ISBN 978-954-90282-4-9)
- Blogo, ergo sum! (Позиция. От извора. Полски дни. В Македония. Друг свят). София: „Век 21 – прес“, 2012, 624 с.(ISBN 978-954-90282-7-0)
- Самотен и достоен. Проф. д-р Константин Гълъбов – живот, творчество, идеи. София: „Век 21 – прес“, 2012, 412 с.(ISBN 978-954-90282-8-7)
- Патриотични уроци. София: „Век 21 – прес“, 2019, 571 с.(ISBN 978-619-91005-1-6)
- Украински записки 2013 - 2018. София: „Век 21 – прес“, 2020, 616 с. (ISBN 978-619-91005-7-8)

### Съставителство и редакция
- Захарий Стоянов. Портреты. София, „София пресс“. 1988, 176 с.
- Захарий Стоянов. Отчизны славные сыны. София, „София прес“. 1989, 223 с.
- Райнов, Николай. Съчинения в 5 тома. Т. 1. Ред. кол. Александър Йорданов, Едвин Сугарев. София: „Български писател“, 1989
- Владимир Василев. Студии, статии, полемики. Състав. Александър Йорданов. София: „Български писател“, 1992
- Димо Кьорчев. Студии, статии, есета. Състав., предг. и комент. Александър Йорданов. София: „Български писател“, 1993
- Непознатият Александър Караманов. Поезия, есета, дневник. Предговор, подбор и бележки Александър Йорданов. София, „Век 21–прес“, 2018, 232 с.(ISBN 978-619-91005-0-9)